# يدوية محورية

اليدوية المحورية في نوعين من الجزيئات: مصاوغ عديم الدوران ثنائي الأريل (على اليمين) والألينات (على اليسار).

اليدوية المحورية في الكيمياء الفراغية هي حالة خاصة من اليدوية (التصاوغ المرآتي) يكون فيه الجزيء حاوياً على زوجين من المجموعات الكيميائية في ترتيب غير قطبي حول محور من اليدوية، بحيث أن الجزيء لا يطابق صورته في المرآة.
عادةً ما يحدد محور اليدوية بالرابطة الكيميائية المقيدة تجاه الدوران الحر، إما بسبب الإعاقة الفراغية للمجموعات، كما هو الحال مثلاً في ثنائيات الأريل في مركب BINAP؛ أو بسبب الجساءة نتيجة لوجود مجموعات صعبة الدوران مثل الرابطة المزدوجة C=C، كما هو الحال مثلاً في الألينات.